# Premi Emili Teixidor per a primers lectors
El Premi Emili Teixidor per a primers lectors és un premi literari infantil en llengua catalana convocat per l'editorial La Galera i patrocinat per la Fundació Enciclopèdia Catalana.
Al premi hi poden optar els contes originals i inèdits, escrits en català i destinats a lectors entre els 5 i els 7 anys. Té una dotació de 2.500€. Es convoca anualment; el mes de juny es proclama el guanyador, i a la tardor La Galera en publica el llibre il·lustrat. També en publica la traducció al castellà.

## Obres guanyadores
- 2021- Anna Fité. El concert més animal. ISBN 9788424667979[2]
- 2022- Irene Verdú. Embolic a la Biblioselva. ISBN 9788424673499[3]
- 2023- Oriol Garcia Molsosa. Gat i Pingüí. ISBN 9788424674830[4]
- 2024- Núria Figueras. En Martí Multitasca no vol perdre el temps. ISBN 9788424675394[5]
- 2025- Quim Crusellas. Les cruentes batalles de la reina Xinxeta. ISBN 9788424676001[6]